# 孫覿
孫覿（1081年—1169年），字仲益，號鴻慶居士，常州晉陵（今江蘇武進）人。
生于神宗元丰四年（1081年）辛酉，八岁時曾見過蘇軾，徽宗大觀三年（1109年）進士。政和四年（1114年）中博學宏詞科，爲秘書省校書郎。欽宗即位時，由国子司业擢为侍御史。當時蔡京等亂政，“挟继志述事之名，建蠹国害民之政，祖宗法度，废移几尽。”，後因爭論太學生伏闕事，出知和州。不久，召試中書舍人。靖康之變時，金兵破汴京，曾草擬降書，有“三里之城，遂失篱藩之守；十世之庙，几为灰烬之余。既干汗马之劳，敢缓牵羊之请……上皇负罪以播迁，微臣捐躯而听命 ”之语。高宗即位後，因寫降書事被罷斥。因擅文词，又命为中书舍人。
建炎二年（1128年），知平江府（今江苏苏州）。建炎三年（1129年），出知溫州，改知平江府，因擾民革職。紹興元年（1131年），起知臨安府（南宋都城杭州），又因盜用軍錢被除名，操守屢遭非议，遭象州羈管。紹興四年（1134年），始放還，後居太湖二十餘年。孝宗乾道五年（1169年）卒。有《鴻慶居士集》、《內簡尺牘》傳世。

## 逸事
- 一說孫覿是苏轼之子[10]。馮夢禎在《跋孫覿尚書尺牘》一文表示孫覿為“东坡遗体”。光绪《武进阳湖县志》亦稱“苏轼见孙冶原悫，赠以孕妾，七月生子”。赵翼《陔馀丛考》卷四十一《孙觌为东坡子》則力斥其非，“城中有观子巷，云是弃婢生（孙）觌，以（孙）觌见（东）坡之遗迹。王阮亭则力辨之，谓（东）坡往阳羡，见一童子颇聪慧……（东）坡甚喜之。据此，则（孙）觌非（东）坡子明矣。”。